# Rolf Ippen
Rolf Ippen (* 9. März 1899 in Osteel; † 6. Januar 1968) war ein deutscher Zeitungsverleger.

## Leben
Rolf Ippen wurde 1899 als Sohn des ostfriesischen Bauern und Gemeindevorstehers von Osteel, Andreas Ippen, und dessen Frau Elvire Rulffes auf dem Carolinenhof in Osteel geboren. Er studierte an der Universität Frankfurt und erlangte 1923 den Doktor der Wirtschafts- und Sozialwissenschaften (Dr. rer. pol.) mit magna cum laude. Danach arbeitete er als Geschäftsführer einer Bochumer Zeitung und einer Brauerei. Ippen stand von 1923 bis 1933 als Geschäftsführer an der Spitze des Niederrheinisch-Westfälischen Zeitungsverleger-Vereins. Ab 1933 war er Geschäftsführer der Theodor Reismann-Grone GmbH in Essen und von 1933 bis 1943 Leiter des Verlags der Rheinisch-Westfälischen Zeitung, nachdem Reismann-Grone entlassen worden war. 1940 wurde Ippen Direktor von Preussag Rüdersdorf. Unter seiner Führung wuchs der Anteil der Zwangsarbeiter auf 50 % der Belegschaft, mit 2000 Verschleppten aus 16 Nationen. Die Produktion von synthetischem Bauxit zur Aluminiumproduktion, benötigt für die deutsche Kampfflugzeugproduktion, stand im Zentrum der Aktivitäten dieser Zeit.
Ippen legte nach dem Zweiten Weltkrieg die Grundlage der westfälischen Verlagsgruppe. Ab 1949 war er Geschäftsführer und Partner bei der Westdeutschen Allgemeinen Zeitung (WAZ) in Essen. Er leitete auch die Düsseldorfer Welt am Sonnabend GmbH, die Langenberg Kupfer- und Messingwerke GmbH und DuMont Presse GmbH. Bis 1963 war er Gesellschafter der Zeitungsverlag Ruhrgebiet GmbH, welche die WAZ herausgibt. Nach einem Gesellschafterstreit ließ er sich auszahlen und beteiligte sich stattdessen vorübergehend am Strumpfhersteller Schulte & Dieckhoff, ab 1966 dann am Verlag Emil Griebsch Graphische Betriebe.
Ippen war zweimal verheiratet, aus der ersten Ehe gingen zwei Kinder hervor, aus der zweiten ein Sohn, der Verleger Dirk Ippen. Rolf Ippen starb 1968 an Lungenkrebs.